# Anti-histamínico
Anti-histamínico é uma classe de fármacos que inibe a ação da histamina, ou seja, é um antagonista de histamina, que bloqueia a ligação com seus receptores, ou inibe a atividade enzimática da histidina descarboxilase, que catalisa a transformação de histidina em histamina (anti-histamínicos atípicos). É normalmente utilizado para o alívio de alergias provocadas pela intolerância de proteínas.

## Efeitos clínicos
Os anti-histamínicos competem pelos receptores H1 da histamina, impedindo estas de se ligarem e auxiliarem no processo de inflamação. Quando ocorre a ligação dos anti-histamínicos no receptor, as vias de fosfolipase C, fosfolipase A e a via do fator nuclear de transcrição são ativadas. Essas vias auxiliam na síntese de proteínas anti-inflamatórias e inibem a síntese e liberação de proteínas inflamatórias, como a citocina, por exemplo.
Os antagonistas dos receptores H2, desempenham efeito principal na secreção gástrica.
Os agonistas e antagonistas dos receptores H3 que possuem possibilidades para uso clínico em distúrbios do SNC está sendo estudado.
Os anti-histamínicos devem ser usados por um curto período, e nunca sem a orientação médica.